# اوشتروم
اوشتروم (به آلمانی: Östrum) یک منطقهٔ مسکونی در آلمان است که در باد زالدتفورث واقع شده‌است. اوشتروم ۴۱۱ نفر جمعیت دارد.